# Universidad Santiago del Granado
La Universidad Santiago del Granado es una universidad privada ubicada en Cochabamba, Bolivia. 
Es una universidad privada que tiene por objetivo formar asociaciones estratégicas y prestar servicios a instituciones públicas de educación superior en Latinoamérica y el Caribe con el propósito de desarrollar la formación de posgrado y fomentar el debate intelectual, la investigación y la enseñanza. Lejos de entrar en competencia, como tantas otras universidades privadas, con los actuales actores del mercado, la misión fundamental de esta institución está enmarcada en una faena de cooperación interuniversitaria y, más bien, apunta a fortalecer y hacer más competitivas a las universidades públicas de la región.  
Toma su nombre de ese benefactor de la humanidad que fue el I conde de Cotoca, médico que en las postrimerías de la colonia española, recorrió algunos de los más remotos dominios de la América Meridional, inoculando a la población indígena con la vacuna contra la viruela, recientemente descubierta. Está dedicada a continuar con este destacado trabajo en la vanguardia de la aplicación de los avances científicos que inciden directamente en la calidad de vida de la población.